# Redefine
Redefine (в 2007—2019 годах — Look At Media) — российский медиахолдинг, который объединяет издания The Village, Wonderzine, Spletnik.ru, креативное агентство, маркетинговое агентство и онлайн-сервисы. Сформировался на основе блога (в дальнейшем, издания) об уличной моде (позднее — о творческих индустриях) Look At Me. В разные годы в рамках холдинга работали русскоязычное издание о предпринимательстве и англоязычное городское издание о Нью-Йорке под брендом Hopes&Fears и журнал для мужчин Furfur.

## История
Будущие основатели Look At Media Алексей Амётов и Василий Эсманов познакомились на передаче «Умницы и умники» (сезон 1999/2000 годов) и вместе учились в МГИМО. Эсманов успел поработать в РИА «Новости» и глянцевых изданиях, Амётов — в газете «Газета», русском Newsweek и Forbes, но утратил интерес к традиционным медиа после убийства Пола Хлебникова. В 2006 году Эсманов пригласил Амётова развивать блог об уличной моде Look At Me. С третьим основателем Екатериной Базилевской, директором рекламного агентства «Кислород» Амётов познакомился, занимаясь веб-дизайном. Она помогла с продажей рекламы и вскоре полностью перешла в проект. Четвёртым и пятым партнёрами стали Антон Гладкобородов и Кирилл Тен из веб-студии Nimbler, которые взяли на себя техническую сторону проекта. В запуск издания основатели вложили по 5 тысяч долларов. Осенью 2007 года Look At Me был перезапущен как журнал с функциями социальной сети. 
Постепенно у Look At Me появилась редакция. Во время кризиса 2008 года Look At Me смог вырасти за счёт привлечения журналистов из других изданий. Гладкобородов и Тен разошлись с остальными основателями в вопросах развития проекта. Вслед за этим компания начала расширяться: после неудачной попытки купить у «Афиши» журнал «Большой город» сформировавшийся холдинг запустил собственную городскую газету The Village, которая писала о Москве, «какой она должна быть». Запуск подтолкнула трагедия в московском метро в марте 2010 года: для её освещения The Village вёл одну из первых в российских медиа онлайн-трансляцию, которая объединяла информацию из разных источников. В 2012 году Look At Media запустил мужское издание Furfur и интернет-журнал о предпринимательстве Hopes&Fears под руководством Николая Кононова, в 2013 начал работать женский журнал Wonderzine. Все издания холдинга были ориентированы на молодую аудиторию до 35 лет. Расходы на каждое издание в компании оценивали в 10—15 млн рублей в год.
В 2014 году у Look At Media начались проблемы с рекламными контрактами, которые особенно сильно ударили по Hopes&Fears, Furfur и Wonderzine. Холдинг планировал объединить Look At Me, Hopes&Fears и The Village в одно издание, но ограничился формированием объединённой редакции. Вскоре компанию покинула часть редакторов: Кононов с командой ушёл перезапускать «Секрет фирмы», главный редактор Look At Me Даниил Трабун перешёл в «Афишу». Компания столкнулась с финансовыми трудностями, задерживала зарплату и гонорары внештатными сотрудникам, некоторые из которых вынесли конфликт в публичную плоскость. В апреле 2015 года налоговая потребовала признать Look At Media банкротом из-за долгов по налогам и страховым выплатам, которые компания смогла погасить заёмными средствами. В феврале 2015 года Look At Media вышел на иностранную аудиторию, запустив американский Hopes&Fears, но из-за валютной разницы понёс убытки и закрыл проект в январе 2016 года. Эсманов разочаровался в своих медийных проектах и покинул компанию сохранив за собой долю в бизнесе.
В 2014 году на фоне падения рекламных доходов Look At Media выделил отдел разработки в отдельную компанию, которая занялась инструментами для работы с контентом. Был создан Grid, позднее переименованный в Setka. Проект привлёк внимание во время запуска американского Hopes&Fears и заинтересовал представителей американских медиа. В 2015 году Setka стала отдельной компанией, осенью 2016 была зарегистрирована в штате Делавэр. Летом 2017 года проект попал в бизнес-акселератор Friends of eBay как AdTec. Setka позволила диверсифицировать источники дохода и выровнять финансовое положение. В 2015 году Полина Дерипаска, знакомая с основателями Look At Media, предложила инвестировать в холдинг. В январе 2016 года её Forward Media Group приобрела долю в компании LAM Publishing, которая издаёт Wonderzine и The Village и владеет лицензиями на Furfur и Look At Me. В сентябре 2017 года собственные медиа Look At Media и принадлежащий Дерипаске Spletnik.ru были объединены под брендом Look At Media.
В июне 2019 года Look At Media провёл ребрендинг и получил название Redefine, все проекты были переданы под управление единого юридического лица. Под новым именем компания в дополнение к издательской деятельности начала заниматься событийным маркетингом, консалтингом, исследованиями и пр. В начале 2020 года в структуре Redefine начала работать лаборатория событийного маркетинга Event Lab, с апреля — креативное агентство Redefine Creative.

## Проекты
- Look At Me. С 2005 года — блог, затем издание об уличной моде, с 2013 — издание о творческих индустриях. Заморожено в декабре 2015 года[1].
- The Village. Издание о городе, запущенное в 2010 году и изначально посвящённое Москве. В регионах и других странах развивается по франшизе, которая включает бренд, платформу для управления контентом и помощь в продаже рекламы. Региональные The Village работают в Иркутске, Владивостоке, Нижнем Новгороде и ряде городов черноморского побережья России, объединённых в рамках одного издания. Зарубежные The Village работают на Украине, в Белоруссии и Казахстане[1]. 2 марта 2022 сайт был заблокирован Роскомнадзором по обвинению в распространении «недостоверной информации» о вторжении России на Украину[4].
- Furfur. Журнал о мужчинах, запущенный в январе 2011 года[5]. C 2014 года Furfur радикально сменил концепцию, а также веб-адрес. Он превратился в молодёжное издание об андеграундной и неформальной культуре, социальных проблемах и сексе[6], нередко публиковал статьи о цензуре, наркотиках и ЛГБТ. Заморожен в начале 2017 года[7].
- Wonderzine. Издание о жизни современных женщин, запущенное в 2013 году[8]. 7 апреля 2022 года сайт был заблокирован Роскомнадзором за 7 статей об ЛГБТ[9].
- Hopes&Fears (Россия). Блог про предпринимателей на The Village, выделенный в отдельное издание в 2012 году[10]. Закрыто как самостоятельный проект в 2014 года и интегрировано в The Village как раздел «Бизнес»[11]
- Hopes&Fears (США). Издание о жизни Нью-Йорка на английском языке. Запущено в феврале 2015 года[12]. Заморожено в январе 2016 года[13].
- Setka. Платформа для управления контентом, выделенная в отдельную компанию в 2015 году. Развивает редактор для контент-проектов Setka Editor, сервис для текстовых онлайн-трансляций Setka Stream, инструмент для командной работы Setka Workflow и систему управления контентом Setka CMS[1][14].

## Экономика
Первоначально основным источником дохода Look At Media была баннерная реклама. С 2008 года компания начала запускать на своих площадках рекламные спецпроекты, с 2010 — нативную рекламу. На 2017 год спецпроекты приносили холдингу около 50 % выручки.
Специальные проекты принесли холдингу несколько рекламных наград: бронзового льва Каннского фестиваля за кампанию «Защити амурского тигра» для Всемирного фонда дикой природы в 2011 году (совместно с Leo Burnett) и золотого льва за мобильное приложение Parking Douche в 2012, D&AD, Golden Drum, Epica и пр..
В сводном рейтинге Ассоциации Коммуникационных Агентств России за 2008—2012 годы компания занимала 7 место.